# Özge Bayrak
Özge Bayrak (Bursa, 14 febbraio 1992) è una giocatrice di badminton turca.
Nel 2016 ha partecipato ai Giochi della XXXI Olimpiade a Rio de Janeiro, in Brasile venendo eliminata ai giorni dopo aver vinto contro l'italiana Jeanine Cicognini ed aver perso contro la sudcoreana Bae Yeon-ju.

## Palmarès
- Europei

Kazan 2014: bronzo nel singolo.
- Giochi europei

Baku 2015: bronzo nel doppio.
- Giochi del Mediterraneo

Mersin 2013: oro nel doppio e argento nel singolo.
Oranio 2022: bronzo nel singolo.
- Europei juniores

Vantaa 2011: bronzo nel singolo.